# Peronomyrmex overbecki
Peronomyrmex overbecki är en myrart som beskrevs av Hugo Viehmeyer 1922. Peronomyrmex overbecki ingår i släktet Peronomyrmex och familjen myror. Inga underarter finns listade i Catalogue of Life.

## Bildgalleri

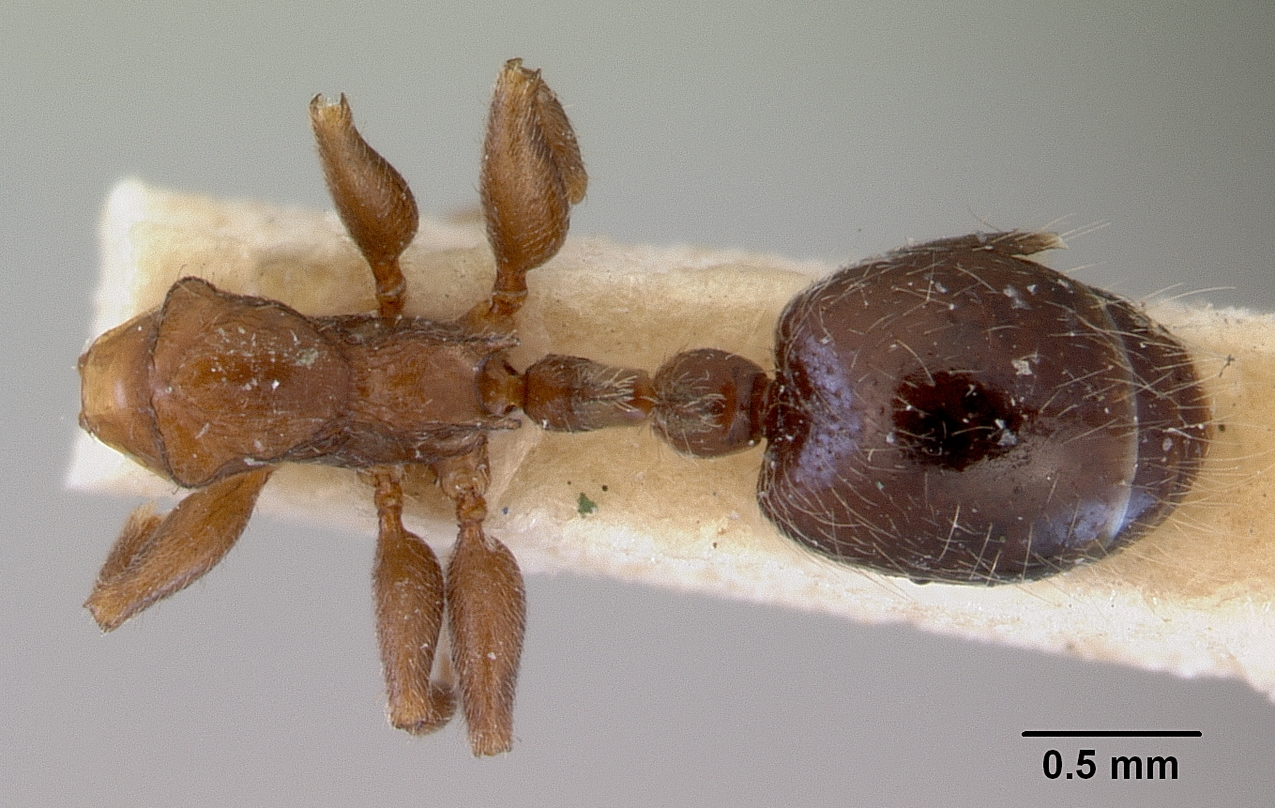
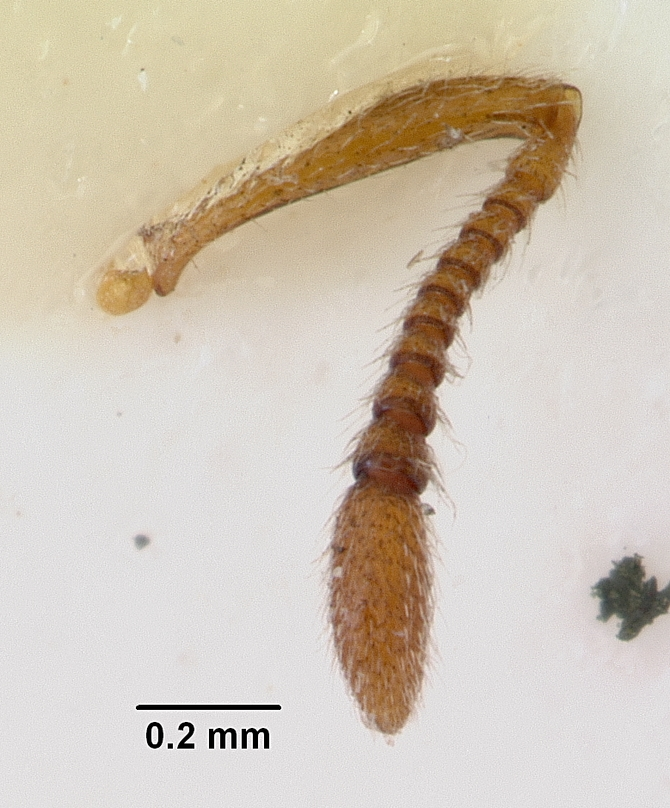
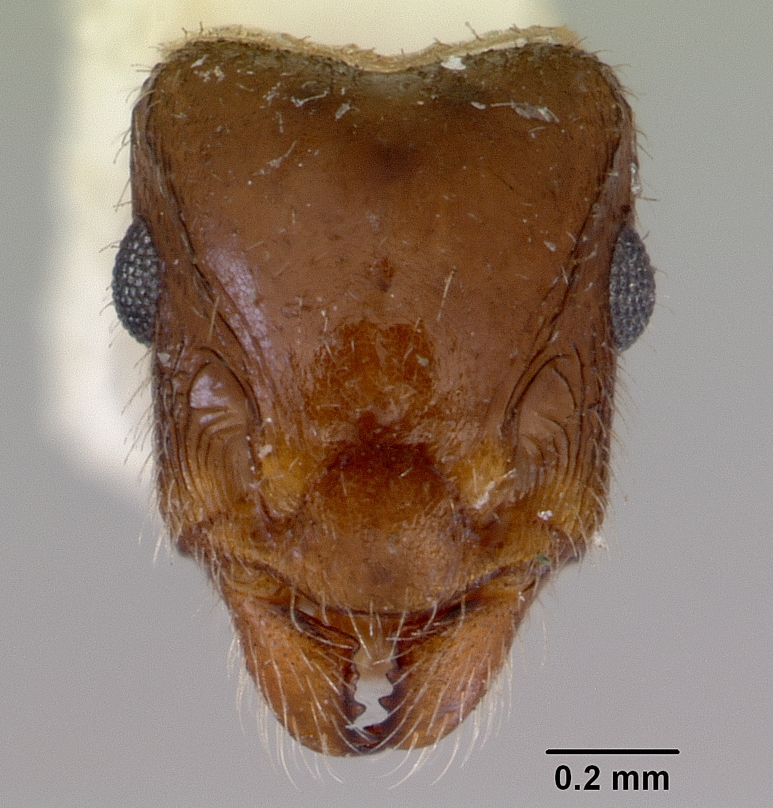
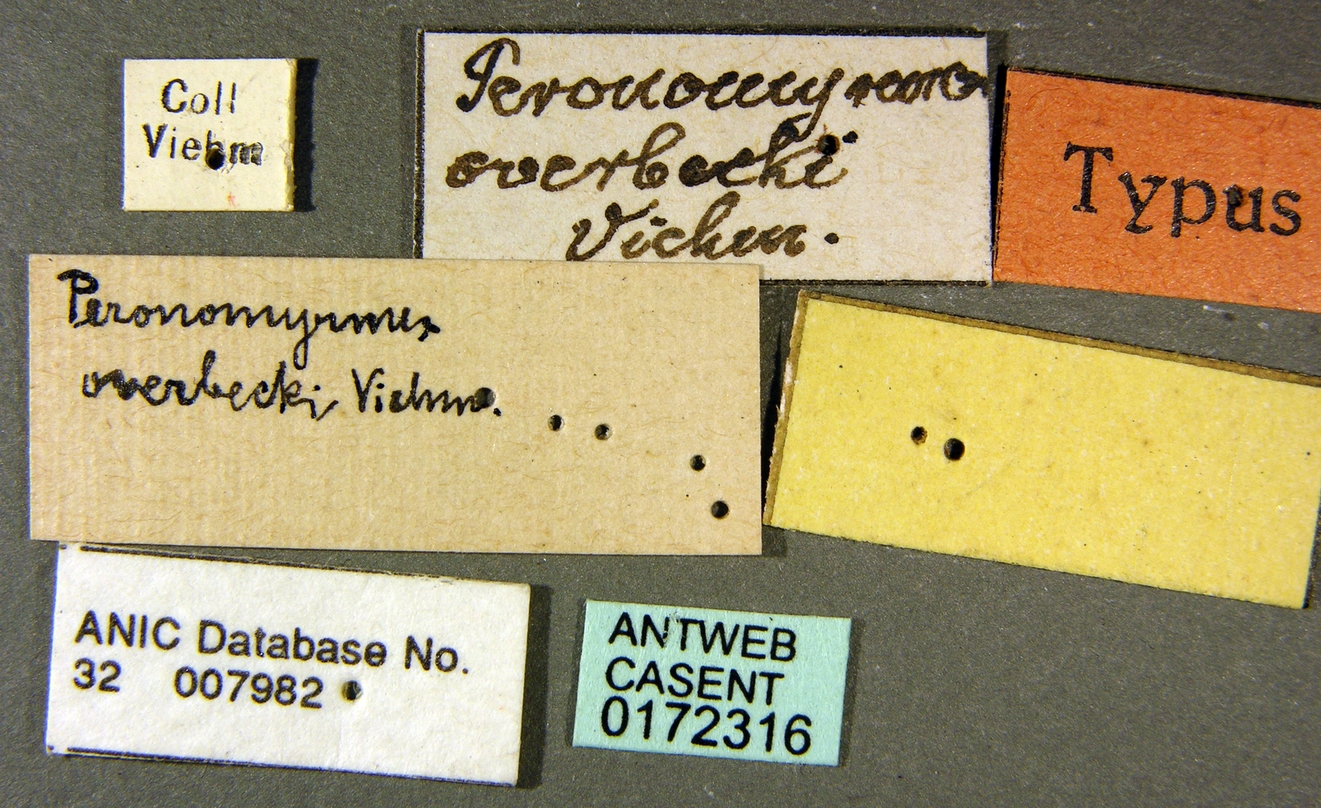
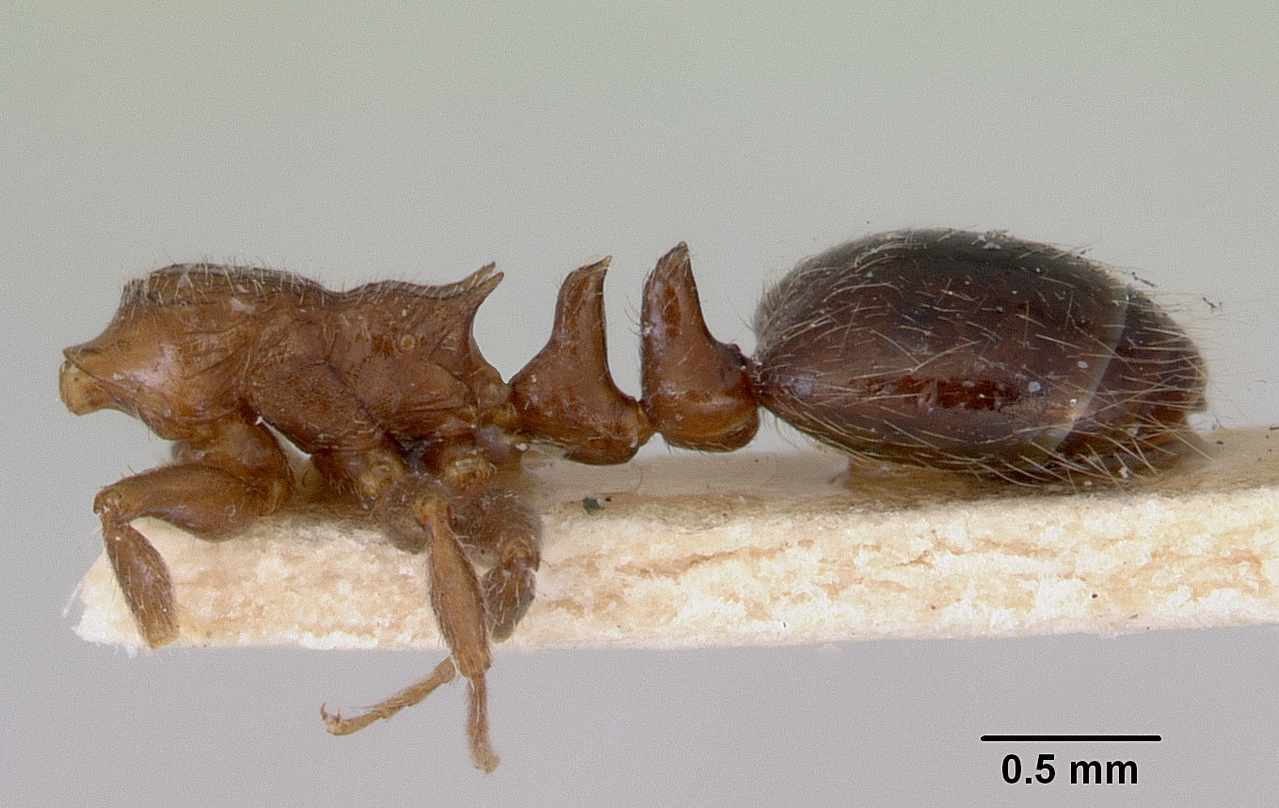
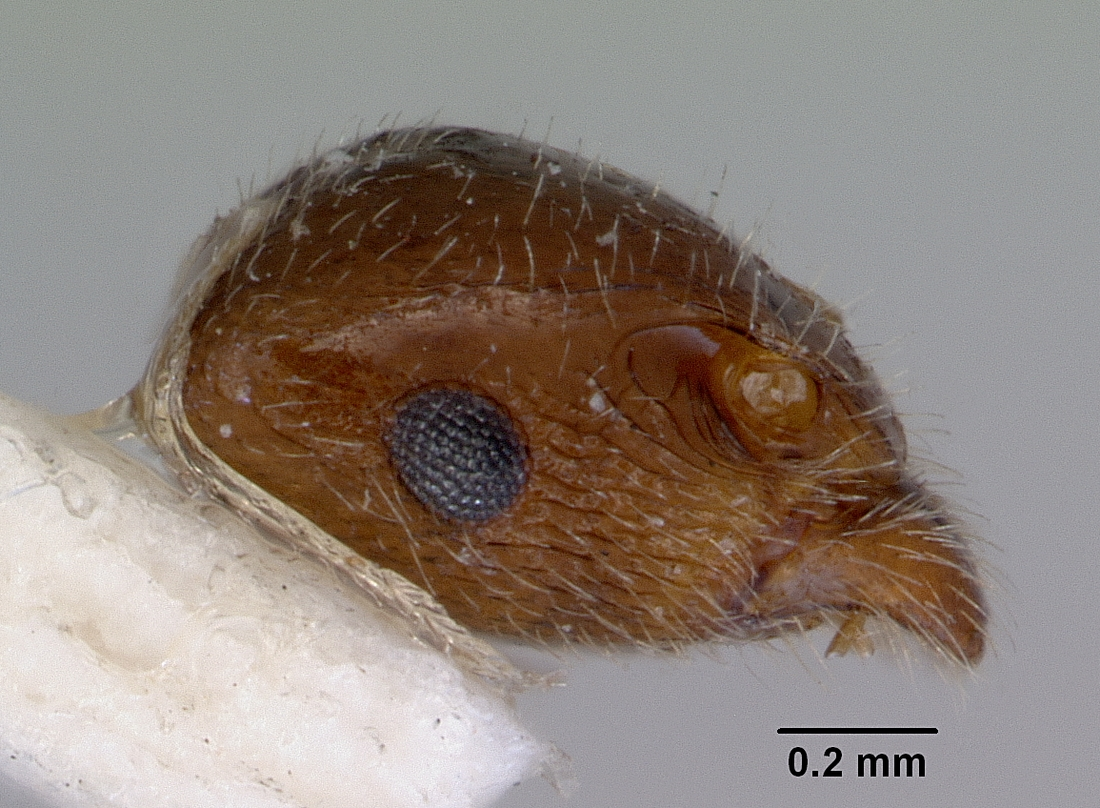